# Fallopia × bohemica
|  | Dieser Artikel wurde aufgrund von formalen oder inhaltlichen Mängeln in der Qualitätssicherung Biologie im Abschnitt „Pflanzen“ zur Verbesserung eingetragen. Dies geschieht, um die Qualität der Biologie-Artikel auf ein akzeptables Niveau zu bringen. Bitte hilf mit, diesen Artikel zu verbessern! Artikel, die nicht signifikant verbessert werden, können gegebenenfalls gelöscht werden. Lies dazu auch die näheren Informationen in den Mindestanforderungen an Biologie-Artikel. Begründung: Belegfrei + völlig neues Format für einen Pflanzenartikel |

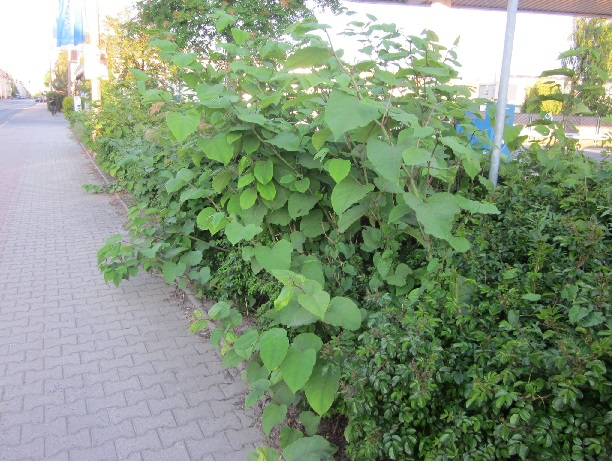
Der Bastard-Flügelknöterich

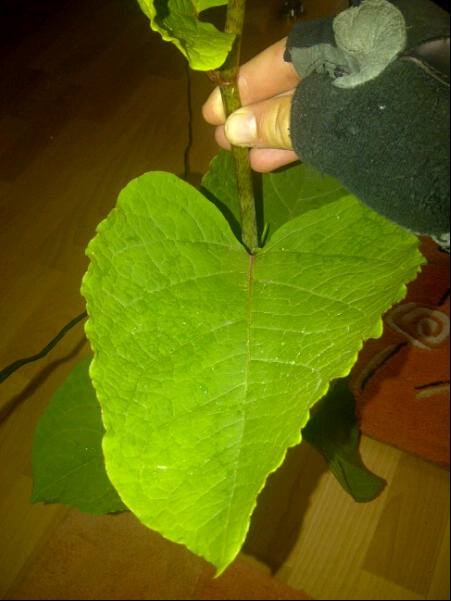
Oberseite eines Laubblattes

Der Bastard-Flügelknöterich (Fallopia ×bohemica (Chrtek & Chrtková) J.P.Bailey), auch Böhmischer Staudenknöterich Hybrid-Knöterich oder Bastard-Knöterich genannt, ist eine Hybride aus der Gattung Flügelknöteriche (Fallopia) innerhalb der Familie der Knöterichgewächse (Polygonaceae). Sie ist eine natürliche, fertile Hybride aus Japanischem Staudenknöterich (Fallopia japonica) und Sachalin-Staudenknöterich (Fallopia sachalinensis).
Der Bastard-Flügelknöterich ist in vielen Teilen der Welt eine invasive Pflanze. Er wurde aufgrund seines Ausbreitungspotenzials und der Schäden in den Bereichen Biodiversität, Gesundheit bzw. Ökonomie in die Schwarze Liste der invasiven Neophyten der Schweiz aufgenommen und der Freisetzungsverordnung unterstellt.

## Beschreibung
Der Bastard-Flügelknöterich ist eine sommergrüne, ausdauernde krautige Pflanze. Sie bildet unterirdische Rhizome als Überdauerungsorgane. Sie bilden in der Regel dichte Bestände, die kaum von anderen Pflanzen überwachsen werden. Die Merkmale seiner Pflanzenteile liegen zwischen denen seiner Eltern.
| Merkmal                       | Japanischer Staudenknöterich     | Bastard-Flügelknöterich          | Sachalin-Staudenknöterich     |
| ----------------------------- | -------------------------------- | -------------------------------- | ----------------------------- |
| Stängelhöhe                   | ca. 2,5 m                        | ca. 3 m                          | ca. 4 m                       |
| Befleckung des Stängels       | dicht, klar abgegrenzt, rotbraun | verwaschen, rotbraun             | keine                         |
| Blattgröße                    | 19 cm × 12 cm                    | 26 cm × 18 cm                    | 41 cm × 25 cm                 |
| Blattform                     | breit, gerader Blattgrund        | Zwischenausprägung               | lang, herzförmiger Blattgrund |
| Blattstruktur                 | ledrig                           | papierartig                      | weich                         |
| Behaarung der Blattunterseite | keine                            | mit kurzen Haaren, kaum sichtbar | sichtbar                      |

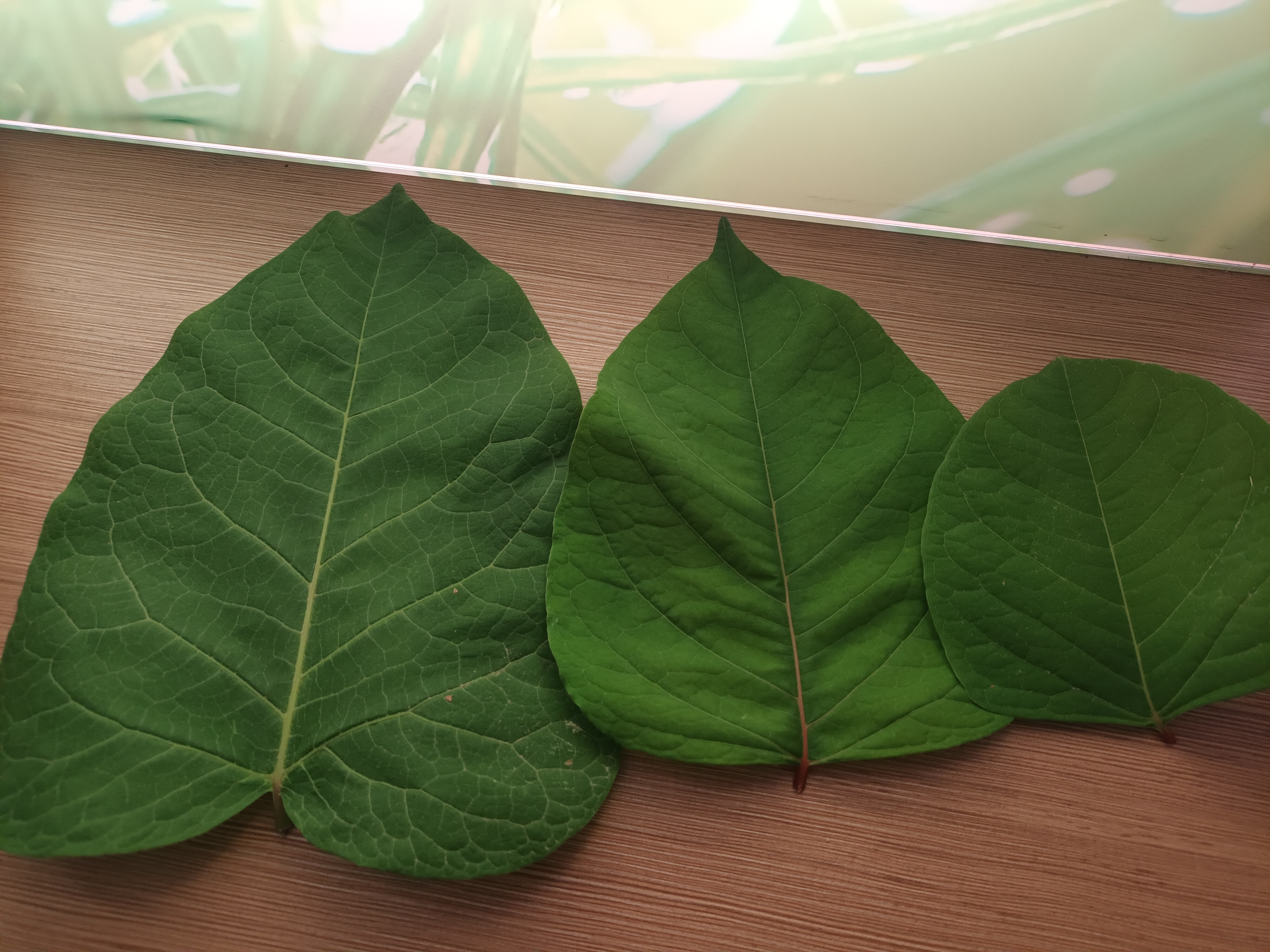
Blattoberseite von Sachalin- (groß), Böhmischem (mittel) und Japanischem Staudenknöterich (klein)

Die Pflanze weist ein aggressiveres Ausbreitungsverhalten und eine bessere Regenerationsfähigkeit als seine Elternarten auf (Heterosis-Effekt). Sie hat geringere Standortbedingungen, so ist sie auch in beschatteten und trockeneren Gebieten konkurrenzfähig.